# Засосов, Роман Андреевич
Роман Андреевич Засосов (15 ноября 1890, дер. Шорново Московской губернии, Российская империя — 16 сентября 1962, Ленинград, СССР) — отоларинголог, профессор, генерал-майор медицинской службы, участник Великой Отечественной войны.

## Биография
Роман Андреевич Засосов родился 3 (15) ноября 1890 года в деревне Шорново Завидовской волости Клинского уезда Московской губернии (ныне Рузского района Московской области).
Он являлся представителем Санкт-Петербургской оториноларингологической школы академиков Н. П. Симановского и В. И. Воячека. Засосов был заведующим кафедрой отоларингологии Самарского медицинского университета.
С 1920 по 1924 год работал врачом в Военно-морском госпитале.
С мая 1933 по август 1939 года — сверхштатный ассистент Военно-медицинский академии в Ленинграде. С августа 1939 по август 1940 года — начальник кафедры болезней уха, горла и носа Куйбышевской военно-медицинской академии. С августа 1940 по сентябрь 1956 года — начальник кафедры болезней уха, горла и носа Военно-морской медицинской академии.
Во время Великой Отечественной войны участвовал в обороне Ленинграда.
С января 1942 по апрель 1956 года — главный отоларинголог ВМФ. С сентября 1956 по апрель 1959 года — начальник отделения отоларингологии Военно-морской медицинской академии.
В 1945 году Засосов написал пособие для врачей и студентов «О воздействии детонаций, сверхмощных звуков, ультразвуков и вибраций на ушной аппарат и организм», а также краткое пособие «Принципы оказания медпомощи при боевой лор-травме». Роман Андреевич открыто выступал в защиту теории паранекроза (Насонова теория) — учение обо особом функциональном состоянии клетки, характеризующемся комплексом обратимых денатурационных изменений белков цитоплазмы, возникающих при воздействии различных повреждающих факторов.
В 1953 году был репрессирован по Делу врачей.
С 15 апреля 1959 года — в отставке.
Скончался 16 сентября 1962 года в Ленинграде. Похоронен на Богословском кладбище Санкт-Петербурга.

## Награды
- 2 Ордена Красного Знамени[4]
- Орден Ленина[5]
- 2 Медали «За оборону Ленинграда»[6][7]
- Орден Трудового Красного Знамени[8]
- Медаль «За победу над Германией в Великой Отечественной войне 1941—1945 гг.»[9]